# IL-2 Sturmovik: Great Battles
Pour les articles homonymes, voir IL-2.
IL-2 Sturmovik: Great Battles, lancé dans le marché en 2013 sous le titre de IL-2 Sturmovik: Battle of Stalingrad, est un simulateur de vol de combat de la série IL-2 Sturmovik, développé par « 1C Game Studios » qui, au sein de la 1C Company, constitue une division formée en décembre 2012 d'une association entre 1C et le développeur 777 Studios. 

## Moteurs de jeu
- Les deux premières générations de simulateurs de la série IL-2 Sturmovik (IL-2 Sturmovik, sorti en 2001, et IL-2 Sturmovik: Cliffs of Dover, sorti en 2011) utilisent chacune leur propre moteur de jeu.
- Lancé en 2013, IL-2 Sturmovik: Battle of Stalingrad utilisait un moteur de jeu différent des précédents simulateurs IL-2 Sturmovik, constituant ainsi la troisième génération de simulateurs IL-2. Ce moteur de jeu était basé sur le moteur du simulateur de vol de Première Guerre mondiale Rise of Flight, développé par la compagnie russe NeoQB, sorti en 2009 par la compagnie américaine 777 Studio[2] et dénommé Digital Nature Engine.
- En 2017 une évolution du moteur de jeu de IL-2 Sturmovik: Battle of Stalingrad (sorti en 2013) et de IL-2 Sturmovik: Battle of Moscow (sorti en 2016) mena 1C Game Studios a renommer le moteur de jeu en Digital Warfare Engine et aussi toute cette troisième série de simulateurs de vol en IL-2 Sturmovik: Great Battles. Effectivement, la bataille de Stalingrad n'était plus la seule représentée dans le jeu. Depuis, de nouveaux modules de simulation ont aussi vu le jour, tous jouables de façon indépendante les uns des autres mais en faisant partie de la série Great Battles.

## Théâtres d'opérations et modules compatibles
Au moment de son lancement en 2013, le jeu était une simulation de combats aériens se déroulant pendant la bataille de Stalingrad (1942-1943), plus particulièrement pendant la période comprise entre le lancement de l'opération Uranus et la reddition de la 6e Armée allemande vers la fin janvier 1943. À partir de 2016, de nouveaux modules commencèrent à voir le jour en permettant aux joueurs de mettre en scène les combats aériens d'autres batailles de la Seconde Guerre mondiale (bataille de Moscou, bataille du Kouban, opération Bodenplatte), mais aussi de piloter des avions de la Première Guerre mondiale (avec les modules Flying Circus) ou conduire des chars de combat de la Seconde (avec les modules Tank Crew).

## Développement et lancement commercial

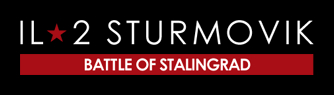
IL-2 Sturmovik: Battle of Stalingrad: logo original de 2013.

Annoncé officiellement le 11 décembre 2012, le jeu a finalement été lancé le 19 novembre 2013, après commande prépayée sur internet, pour les acheteurs de l'Édition Premium, l'Édition Standard ayant attendu presque un an pour être commercialisée, le 22 octobre 2014.
IL-2 Sturmovik: Battle of Stalingrad  est le onzième opus de la série IL-2 Sturmovik, mais le troisième pour ce qui est du moteur de jeu utilisé.

## Avions pilotables dansBattle of Stalingrad
De novembre 2013 à octobre 2014 les acquéreurs de l'Édition Premium ont eu accès à deux avions pilotables, le chasseur russe Lavotchkine LaGG-3 et le chasseur allemand Messerschmitt Bf 109 F-4. Depuis le 22 octobre 2014, date de la sortie de l'Édition Standard, les avions pilotables de IL-2 Sturmovik: Battle of Stalingrad sont distribués comme suit :
Les acquéreurs de l'Édition Standard acquièrent les huit avions suivants :
- Le chasseur russe Lavotchkine LaGG-3
- Le chasseur russe Yakovlev Yak-1
- La version monoplace de 1942 de l'avion d'attaque au sol russe Iliouchine IL-2 AM-38
- Le bombardier bimoteur russe Petliakov Pe-2
- Le chasseur allemand Messerschmitt Bf 109 F-4
- Le chasseur allemand Messerschmitt Bf 109 G-2
- Le bombardier en piqué allemand Junkers Ju 87D-3
- Le bombardier bimoteur allemand Heinkel He 111 H-6

Les acquéreurs de l'Édition Premium acquièrent les huit avions de l'Édition Standard plus les deux chasseurs suivants :
- Le chasseur russe Lavotchkine La-5
- Le chasseur allemand Focke-Wulf Fw 190 A-3

## Accueil
- Canard PC : 6/10[5]